# Yougoslavie aux Jeux olympiques
La Yougoslavie a participé en tant que royaume des Serbes, Croates et Slovènes à ses premiers Jeux olympiques en 1920 à Anvers. Auparavant, des athlètes issus de la Croatie, de la Slovénie et de Voïvodine avaient concouru pour l'Autriche ou la Hongrie, qui appartenaient à cette époque à l'Empire austro-hongrois. Une délégation de deux athlètes représenta le royaume de Serbie aux Jeux olympiques d'été de 1912.
La Yougoslavie a participé aux Jeux olympiques sous différents noms : 
- Le royaume des Serbes, Croates et Slovènes, à partir des Jeux de 1920 jusqu'en 1929,
- Le royaume de Yougoslavie à partir des JO de 1932 jusqu'à ceux de 1936.
- La république populaire fédérative de Yougoslavie à partir des Jeux d'hiver de 1948 jusqu'à ceux d'été en 1960.
- La république fédérative socialiste de Yougoslavie à partir des Jeux d'hiver de 1964 jusqu'à ceux d'hiver de 1992.
- La république fédérale de Yougoslavie à partir des Jeux d'hiver de 1994 jusqu'à ceux d'hiver de 2002.

La république fédérale de Yougoslavie ne regroupait plus que la Serbie et le Monténégro. Ainsi dès les JO d’hiver de 1992, la Croatie et la Slovénie envoyèrent des athlètes représentants leur nation. Il fallut attendre les JO de Pékin en 2008, pour que le Monténégro, dernière entité de l’Ex-Yougoslavie à devenir indépendante participe aux JO. En 1992, des athlètes yougoslaves ont pris part individuellement aux JO d'été de 1992 en tant que participants indépendants, parce que la Yougoslavie (YUG) était sous sanctions de l'Organisation des Nations unies. Les 3 médailles remportées lors de ces Jeux  ne sont pas comptabilisées dans les bilans de la Yougoslavie. 

## Tableaux des médailles

### Médailles aux Jeux olympiques d'été
| Jeux                     | Or              | Argent          | Bronze          | Total           |
| Anvers 1920              | 0               | 0               | 0               | 0               |
| Paris 1924               | 2               | 0               | 0               | 2               |
| Amsterdam 1928           | 1               | 1               | 3               | 5               |
| Los Angeles 1932         | 0               | 0               | 0               | 0               |
| Berlin 1936              | 0               | 1               | 0               | 1               |
| Londres 1948             | 0               | 2               | 0               | 2               |
| Helsinki 1952            | 1               | 2               | 0               | 3               |
| Melbourne/Stockholm 1956 | 0               | 3               | 0               | 3               |
| Rome 1960                | 1               | 1               | 0               | 2               |
| Tokyo 1964               | 2               | 1               | 2               | 5               |
| Mexico 1968              | 3               | 3               | 2               | 8               |
| Munich 1972              | 2               | 1               | 2               | 5               |
| Montréal 1976            | 2               | 3               | 3               | 8               |
| Moscou 1980              | 2               | 3               | 4               | 9               |
| Los Angeles 1984         | 7               | 4               | 7               | 18              |
| Séoul 1988               | 3               | 4               | 5               | 12              |
| Barcelone 1992           | Non participant | Non participant | Non participant | Non participant |
| Atlanta 1996             | 1               | 1               | 2               | 4               |
| Sydney 2000              | 1               | 1               | 1               | 3               |
| Totals                   | 28              | 31              | 31              | 90              |

### Médailles aux Jeux olympiques d'hiver
| Jeux                        | Or              | Argent          | Bronze          | Total           |
| Chamonix 1924               | 0               | 0               | 0               | 0               |
| St. Moritz 1928             | 0               | 0               | 0               | 0               |
| Lake Placid 1932            | Non participant | Non participant | Non participant | Non participant |
| Garmisch-Partenkirchen 1936 | 0               | 0               | 0               | 0               |
| St. Moritz 1948             | 0               | 0               | 0               | 0               |
| Oslo 1952                   | 0               | 0               | 0               | 0               |
| Cortina d'Ampezzo 1956      | 0               | 0               | 0               | 0               |
| Squaw Valley 1960           | Non participant | Non participant | Non participant | Non participant |
| Innsbruck 1964              | 0               | 0               | 0               | 0               |
| Grenoble 1968               | 0               | 0               | 0               | 0               |
| Sapporo 1972                | 0               | 0               | 0               | 0               |
| Innsbruck 1976              | 0               | 0               | 0               | 0               |
| Lake Placid 1980            | 0               | 0               | 0               | 0               |
| Sarajevo 1984 (Pays hôte)   | 0               | 1               | 0               | 1               |
| Calgary 1988                | 0               | 2               | 1               | 3               |
| Albertville 1992            | 0               | 0               | 0               | 0               |
| Lillehammer 1994            | 0               | 0               | 0               | 0               |
| Nagano 1998                 | 0               | 0               | 0               | 0               |
| Salt Lake City 2002         | 0               | 0               | 0               | 0               |
| Totals                      | 0               | 3               | 1               | 4               |

## Par sport
| Place | Sport       | Médaille d'or, Jeux olympiques | Médaille d'argent, Jeux olympiques | Médaille de bronze, Jeux olympiques | Total | Record           |
| 1     | Gymnastique | 3                              | 2                                  | 3                                   | 8     | 1928 : 5 (1/1/3) |
| 2     | Athlétisme  | 0                              | 1                                  | 0                                   | 1     | 1948: 1 (0/1/0)  |
| 3     | Football    | 0                              | 1                                  | 0                                   | 1     | 1948 : 1 (0/1/0) |
| Total | Total       | 3                              | 4                                  | 3                                   | 10    | NC               |